# Szalagos szerecsenboglárka
A  szalagos szerecsenboglárka  (Aricia agestis) a boglárkalepkefélék (Lycaenidae) családjában a boglárka-rokonúak (Polyommatini) nemzetségbe sorolt Aricia nem egyik faja. Gyakran egyszerűen csak szerecsenboglárkának nevezik.

## Származása, elterjedése
Elterjedési területének központja Dél- és Közép-Európa, de egész Európában és Nyugat-Ázsiában (Türkmenisztánig, illetve Kis-Ázsiáig) megtalálható. Északnyugat-Afrikában és az Ibériai-félsziget déli részén az Aricia cramera helyettesíti. Magyarországon mindenütt előfordul; nyár végén és ősszel az egyik leggyakoribb boglárkalepke.

## Megjelenése, felépítése
Szárnyának fesztávolsága 20–26 mm. Az első szárny felső szegélye 11–12 mm hosszú. A nőstény első szárnya lekerekített, a hímé keskeny és hegyes.
Magyar nevét onnan kapta, hogy egyik ivar szárnya sem kék (még részlegesen se), a szárnyak fonákának rajzolata alapján azonban egyértelműen a boglárkalepkék (Lycaenidae) közé tartoznak. Amint a névből következik, mindkét ivar szárnyainak felszíne sötétbarna. A szegélyfoltsor vörös szalagja ugyancsak mindkét nemnél és mindkét szárnyon rendszerint igen széles és feltűnő — a hímé az elülső szárny hegyes csúcsa felé elkeskenyedik, illetve nem éri el azt. Az élénk narancsszínű foltok sokszor a többi bogárkalepkén megszokottnál kisebbek, főleg az első szárnyon. A nőstény vörös szalagja felül igen széles, erőteljes, még a lekerekített szárnycsúcs körül is.
Mindkét nem szárnyainak fonákja hidegszürke vagy meleg, világos kávébarna. Főként az első szárny szemfoltjai terjedelmesek, a hátsónak a belső ívei magasak, élesek, nyílhegyszerűek.
Az első nemzedék általában kisebb és sötétebb, szárnyain kevesebb narancssárga folttal.
A világoszöld hernyó hátán bíborszínű foltsor, oldalán bíborszínű vonal vonul végig. A kettő között ferde, világos vonalkák futnak.

## Életmódja, élőhelye
Tőlünk északra évente egy tavaszi és egy nyári nemzedéke repül fenyéreken és más napsütötte, száraz élőhelyeken. A Kárpát-medencében két-három, egymásba folyó nemzedéke repül áprilistól októberig.
Minden száraz, füves élőhelyen előfordul, még bolygatott területeken, nagyvárosok parkjaiban és külterületeken is. A tengerszint feletti magasság növekedésével ritkul: viszonylag magasra csak a hegyvidékek melegebb völgyeiben hatol fel (például Herkulesfürdő környékén).
A hímek territóriumot tartanak, de egyesek elkóborolnak — sőt, még a nőstények is. Kis termete miatt a szél messze elröpítheti, így könnyen hódítja meg az újonnan alkalmassá váló élőhelyeket.
Mindenféle virágra szívesen száll, a hímek sokszor tömegesen szívogatnak a nedves földön.
A hernyó fő tápnövénye a bürökgémorr (Erodium cicutarium); ritkábban előfordul még:
- molyhos napvirág (Helianthemum nummularium),
- szürke napvirág (Helianthemum canum);

tőlünk északra még:
- kövirózsa (Sempervivum spp.)

A hernyó hangyagazdái Lasius és fullánkos vöröshangya (vörös bütyköshangya, Myrmica spp.) fajok.

## Alfajok, változatok
- Aricia agestis f. calida: a második nemzedék azon nőstényei, amelyeken a foltok mindkét szárny szegélyterét teljesen kitöltik.

## Hasonló fajok
A bükki karszt-szerecsenboglárka (A. artaxerxes issekutzi) általában sötétebb, narancssárga szalagjának foltjai redukáltak vagy hiányoznak, első szárnya még csúcsosabb.